# No puc deixar de fumar
No puc deixar de fumar —en español: No puedo dejar de fumar— es el primer álbum de estudio de la banda de rock catalán Sau. Fue lanzado en marzo de 1988 por Audiovisuals de Sarrià y, posteriormente, reeditado por la discográfica Picap en 1996 con un tema inédito.

## Contexto y grabación
Carles Sabater y Pep Sala, los dos fundadores del grupo, se conocieron fruto del azar en Vich durante la grabación de un programa piloto para cadena autonómica catalana que finalmente no se emitió. A pesar de ello, Sala y Sabater entablaron a partir de entonces una gran amistad y ambos fundaron Sau junto al letrista, Joan Capdevila.
El trío buscaron a partir de entonces al plantel de músicos que integraron la grabación de la primera maqueta del disco: Carles "Charly" Oliver en la batería, y Josep Sánchez y Carles Altimir tras el bajo y los teclados, respectivamente.
El grupo al completo comenzaron a ensayar las primeras canciones de la formación en una casa rural de Les Tallades (Vilanova de Sau, Osona). Tras un concierto del Magosto, el grupo se dio a conocer con el nombre de «Sau» ya que la prensa los comenzó a conocer como «los que tocaban en Sau».
Durante los ensayos de Les Tallades, asistió Joan Ribó, director de la discográfica Audiovisuals de Sarrià que tras oírlos declaró que les grabaría su disco de debut.

## Estilo

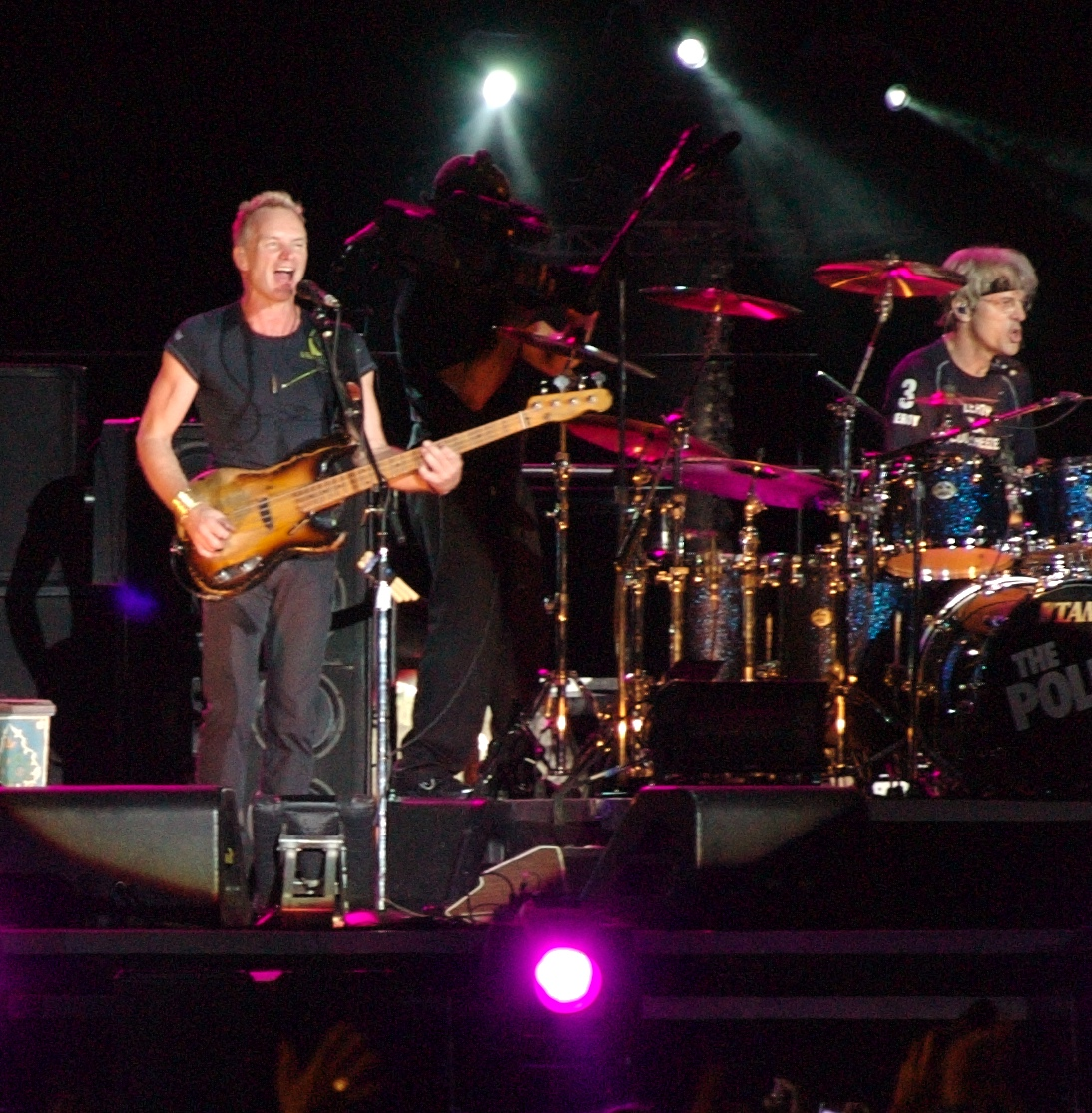
El grupo liderado por Sting, The Police (foto durante una actuación en 2007) fue una fuente de inspiración y de comparación para los catalanes, Sau.

No puc deixar de fumar dio a conocer el estilo del pop rock melodioso de Sau y por el que fue automáticamente comparado con el grupo británico new wave, The Police debido a las semejanzas rítmicas y musicales de la mayoría de canciones contenidas en el LP debut de Sau; de hecho, los periodistas catalanes comenzaron entonces a referenciarlos en la prensa como «los Police catalanes» tras la publicación de este disco.

## Gira
Durante la gira de presentación de No puc deixar de fumar en 1988, Sau dieron conciertos en la sala Karibú, entre otras, dentro de la comarca de Osona. El primer concierto en Barcelona fue en la sala Artículo 26 en donde actuaron frente a más de 1000 personas.

## Recepción
Sau no fue conocido mediáticamente hasta que el periodista catalán Miquel Calçada, más conocido con el alias de Mikimoto, les emitió la canción «Sense estil» por la cadena radiofónica estatal catalana, Catalunya Ràdio. Pep Sala, cabeza musical de Sau, se negó en un primer momento a que Calçada difundiera la canción como sencillo del disco por la radio ya que iba a ser otro, pero debido a la insistencia del periodista catalán, Sala finalmente aceptó.
La primera crítica periodística respecto al disco debut de Sau la escribió el periodista Txema Casacuberta en el Setmanari Osona que les auguró unos buenos resultados. El periodista Joan Trillas calificó la canción «Sense estil» como «canción generacional» del rock catalán.
Por otra parte, Carles Cuní, periodista y codirector de Grup Flaix también calificó «Sense estil» como la mejor canción del LP de debut de Sau.
Pese a las buenas críticas que recibió el disco, Pep Sala se quejó de la mala gestión que la discográfica Audiovisuals de Sarrià hizo del álbum. Una radio de Villafranca del Panadés recibió la funda de la promoción sin el vinilo en su interior y Sala declaró que aquello sucedió por falta de interés por parte de la discográfica.

## Listado de canciones
- Todas las canciones fueron compuestas por Pep Sala y escritas por Pep Sala, Carles Sabater y Joan Capdevila.

| N.º | Título                                                            | Duración |  |
| 1.  | «No puc deixar de fumar»                                          | 3:20     |  |
| 2.  | «Com la primera nit»                                              | 4:00     |  |
| 3.  | «Sense estil»                                                     | 4:30     |  |
| 4.  | «Deprimit»                                                        | 4:04     |  |
| 5.  | «No puc més»                                                      | 4:00     |  |
| 6.  | «Viure sense tu»                                                  | 2:15     |  |
| 7.  | «Amor a fons perdut»                                              | 3:40     |  |
| 8.  | «T'han vist»                                                      | 3:26     |  |
| 9.  | «Records d'Irlanda»                                               | 4:35     |  |
| 10. | «Portal del temps» (tema extra en la reedición por Picap de 1996) | 2:54     |  |

Fuente: Discogs

## Créditos
| - Vocalista - Carles Sabater - Guitarrista y teclados - Pep Sala - Bajista - Josep Sánchez - Baterista - Carles "Charly" Oliver - Piano y teclados - Ramon Altimir - Guitarra - Ramon Ferrer | Producción - Productor - Pep Sala - Ingeniero de sonido - Maurizio Tonelli - Grabado y mezclado en Aurha Studios durante diciembre de 1987 - Publicado por Audiovisual de Sarrià en 1988 y reeditado por Picap en 1996 |